# Брезовець (Циркулане)
Брезовець (словен. Brezovec) — поселення в общині Циркулане, Подравський регіон‎, Словенія.